# Ratchisov oltar
Ratchisov oltar jedno je od najvažnijih kiparskih djela liutprandske renesanse, a pohranjen je u Kršćanskom muzeju mjesta Cividale del Friuli. Datira ga se između 737. i 744. godine, kada je Ratchis bio vojvoda Friulija. Dimenzije oltara su 1,45 x 0,90 x 0,88 m.

## Izgled i stil
Sastavljen od jednog komada istarskog kamena, oltar je sa sve četiri strane reljefno ukrašen biblijskim prizorima: Vizitacija, Maiestas Domini, tj. Krist u mandorli koju pridržavaju četiri anđela, te pohod trojice mudraca. Stražnja strana ukrašena je geometrijskim motivima, viticama i pleterom. Kao i drugi primjeri langobardske umjetnosti, tehnika ukrašavanja kamena vrlo je slična njihovom prethodnom primijenjeno umjetničkom stilu od kojega je vjerojatno nastala. U ovom slučaju, oltar podsjeća na manje radove relikvijara i kovčega izvedenih u bjelokosti.

### Maiestas Domini
Glavni prizor je Maiestas Domini (veličanstvo Gospodnje), prikazan na prednjoj strani oltara. Likovi su reljefno definirani urezanim linijama koje ne prikazuju privid dubine prostora. Isprva je oltar bio obojen polikromnom staklenom pastom.

### Poklonstvo mudraca
Prizor poklonstva mudraca također je izveden u niskom reljefu, prikazujući Bogorodicu s djetetom i tri mudraca s darovima. Bogorodica, koja se prepoznaje po križu na čelu, i dijete su disproporcionalne veličine u odnosu na druge likove kako bi se naglasila njihova božanska superiornost. Mudraci se nalaze s lijeve strane, prikazani u istoj dubini. Statični anđeo smješten je vodoravno iznad njih. U reljefu je vidljiv sjevernjački horror vacui, jer je malo prostora ostalo bez dekoracije križevima, cvijećem, palmama i geometrijskim uzorcima.